# Boss PH-2 Super Phaser
Boss PH-2 Super Phaser är en effektpedal för gitarr, tillverkad av Roland Corporation under varumärket Boss mellan 1984 och 2001. Pedalen tillverkades i Japan och senare i Taiwan.

## Historia
Boss PH-2 Super Phaser var en vidareutveckling av de framgångsrika Boss PH-1 Phaser och Boss PH-1R Phaser. Boss PH-2 Super Phaser producerar en effekt som liknar en roterande högtalare. En inbyggd fasförskjutningskrets ger tolv justeringssteg. Pedalen har även en tvålägesswitch, där läge ett är standardeffekt och läge två är djupare effekt och mer lämpat för funkmusik.